# Louis Hall
Louis Hall, tidigare Carl Ludvig Hallencreutz, född 23 december 1814 i Stockholm, död (före 15 november) 1857  i Paris, var en svensk pianist och tonsättare i Paris.

## Biografi
Vid tio års ålder sändes Hall av sin far till Frankrike för att i Lyon uppfostras för köpmansyrket. Han bestämde sig senare i livet att ägna sig åt musiken och Han bytte under denna tid namn från Carl Ludvig Hallencreutz till Louis Hall. Han flyttade i början av 1830-talet till Paris. Där utbildade han sig till pianist under Franz Liszts ledning och blev en pianist av första ordningen. Under Liszts frånvaro fick han förtroende at överta undervisningen av hans elever. År 1843 besökte Hall Sverige och gav den 3 oktober samma år en konsert i Riddarhussalen i Stockholm.
Hall invaldes som associé av Kungliga Musikaliska Akademien.

### Familj
Louis Hall var son till översten Claes Hallencreutz och Lovisa Katarina Hultgren. Han var gift med Elise David.

## Kompositioner
Hall komponerade pianoverk i den briljanta stilen och efterlämnade flera pianokompositioner. Bland hans mest kända komposition kan nämnas Morceau de Salon sur les Diamans de la Couronne, Reminiscens de Linda de Chamounix, Fantasie brillante sur la Part du Diable och Grande fantasie sur une Aventure de Scaramouche.

## Verklista

### Kammarmusik
- Pianotrio opus 45, tryckt 1847.[5]
- Pianotrio nummer 2, framförd 20 januari 1848.[5]
- Pianokvartett för piano, violin, viola och cello, framförd 20 januari 1848.[5]
- Tarantella för violin och andra instrument, opus 60.[5]
- Serenad för violin och andra instrument, opus 61.[5]
- Prière (bön) för pianotrio, opus 84.[5]

### Pianoverk
- Polonaise, tryckt 1840.[5]
- Romans ur operan Beatrice di Tenda av Vincenzo Bellini, arrangerad för piano, opus 5, tryckt 1842.[5]
- Souvenir de Stockholm, Grande valse di bravura opus 7, tryckt omkring 1842.[5]
- Soirée Parisienne, Nocturne opus 8, tryckt omkring 1842.[5]
- Fantaisie brillante över operan Beatrice di Tenda av Vincenzo Bellini, opus 10, tryckt omkring 1843.[5]
- Salongsstycke över operan Les Diamants de la couronne av Daniel-François-Esprit Auber, opus 11, tryckt omkring 1843. Verket är tillägnat Henri Herz.[5]
- Fantaisie brillante på operan Le Roi d'Yvetôt av Adolphe Adam, opus 12, tryckt omkring 1843.[5]
- Réminiscences (Fantaisie brillante) på operan Linda di Chamounix av Gaetano Donizetti, opus 13, tryckt 1843.[5]
- Nocturne nummer 2 opus 14, tryckt omkring 1843.[5]
- Fantaisie brillante sur La Part du Diable av Daniel-François-Esprit Auber, opus 15, tryckt omkring 1843.[5]
- Grande fantaisie brillante över operan Un'avventura di Scaramuccia av Luigi Ricci, opus 16, tryckt 1843.[5]
- Vals och mazurka, opus 17, tryckt i början av 1840-tal. Verket är tillägnat grevinnan Marie d'Agoult.[5]

1. Vals.
2. Mazurka.

- Toi et moi, melodier av F. Masini transkriberade för piano, tryckt 1842.[5]
- 2 Mazurka, opus 18, tryckt 1843. Verket är tillägnat Erik Drake.[5]
- Fantaisie på operan Sömngångerskan av Vincenzo Bellini, opus 21, tryckt 1844 (troligen identisk med Variations brillantes sur la Sonnambula).[5]
- Appassionnato, caprice och nocturne, tre karakteristiska etyder, opus 25, tryckt 1844.[5]
- Grande fantaisie på operan Sirenen av Daniel-François-Esprit Auber, opus 27, tryckt 1844.[5]
- Fantaisie brillante över operorna l'air favori du Déserteur och Je ne déserterai jamais, tryckt senast 1844.[5]
- Fantaisie brillante över operan La petite bergère, tryckt 1844.[5]
- Fantaisie brillante över operan Appélle-moi ta mère, tryckt 1844.[5]
- Trois nouvelles polkas de salon, tryckt 1844.[5]
- Grande sonate, opus 30, tryckt 1845. Verket är tillägnat J. Zimmerman.[5]
- Lélia, Valse brillante, opus 31, tryckt omkring 1844.[5]
- Fantaisie sur la Barcarolle, opus 34, tryckt 1845.[5]
- Variations brillantes över operan Puritanerna, tryckt 1845.[5]
- Les italiennes, 2 fantaisies de salon, tryckta 1845–1846.[5]

1. Corrado et Parisina.
2. Anna Bolena.

- Fantaisie brillante på ett motiv från operan Le caquet du couvent, tryckt 1846.[5]
- Fantaisie över operan L'âme en peine av Friedrich von Flotow, tryckt senast 1846.[5]
- Fantaisie över operan Greve Ory, opus 38, tryckt senast 1846.[5]
- Sex melodier, opus 46, 47, 48, 49, 50 och 51, tryckta 1847 (sannolikt identiska med Six mélodies progressives).[5]
- Mazurka ur operan Gille ravisseur av Albert Grisar , tryckt 1849.[5]
- Santa simplicitas, melodi, etyd, opus 68, tryckt 1853.[5]
- Boléro de concert, opus 69, tryckt 1853.[5]
- Le retour à Paris (grande valse de concert), tryckt 1854.[5]
- Les bords de Tarn, valse brillante, framförd 1854.[5]
- Tous les deux, opus 73, tryckt senast 1855.[5]
- Fantaisie över ett motiv från operan La promise av Louis Clapisson, opus 74, tryckt 1854.[5]
- Mélodie illyrienne, chant d'Adieu varié, opus 75, tryckt senast 1855.[5]
- God save the queen, opus 76, tryckt 1855.[5]
- Doux souvenir, romans utan ord, opus 77, tryckt 1856.[5]
- Souvenir du jeune âge, romans ur operan Le Pré aux clercs av Ferdinand Hérold, opus 78, tryckt 1856.[5]
- La Madrilène et la marche royale d'Espagne, opus 79, tryckt 1856.[5]
- Léona, sentimental vals, opus 80, tryckt 1856.[5]
- Harmonie céleste, opus 81.[5]

### Sånger
- Rassure toi, tryckt 1837.[5]
- Sais tu pourquoi (Louis Nicod de Ronchaud), tryckt 1843.[5]
- Un ange de plus au ciel (Alfred Jarry), för sopran eller tenor, tryckt 1845.[5]